# Reiner Wirl
Reiner Wirl (auch Reiner Wierl, Reiner Wirell; * in Würzburg; † 1763 in Kitzingen) war ein zwischen 1746 und 1763 nachweisbarer Bildhauer des Rokoko. Er wirkte im ehemaligen Hochstift Würzburg, wo sich vor allem in der Mainschleifenregion Werke von ihm erhalten haben.

## Leben
Über die Herkunft des Reiner Wirl existieren kaum Quellen. Gesichert ist lediglich, dass der spätere Künstler in Würzburg geboren wurde. Er gilt als Sohn des ebenfalls als Bildhauer tätigen Peter Wirl (auch Würll). Wahrscheinlich entstammten der Familie noch weitere Künstler, so wurde ein 1722 erwähnter Guttwald Werrel als Bruder des Reiner Wirl identifiziert. Beide, Vater und Bruder, waren wohl im Umfeld der Würzburger Residenz tätig. Die schulische Ausbildung des Reiner Wirl liegt wiederum vollkommen im Dunklen.
Eventuell lernte Wirl sein Handwerk bei der Hofbildhauer-Werkstatt des Jakob van der Auwera oder wurde zumindest stark von dessen Stil geprägt. Inspiriert wurde Reiner Wirl auch von den Werken des Johann Wolfgang von der Auwera. Nach seiner Ausbildung, in den 1740er Jahren, war er wohl als angestellter Bildhauer an der Arbeit zu den Altarretabeln der barocken Klosterkirche von Münsterschwarzach beteiligt, die von Johann Michael Feuchtmayer ausgeführt wurden.
Zuvor, 1738, wurde Wirl in Kitzingen ansässig und erwarb das Bürgerrecht. Zu diesem Zeitpunkt hatte er seine Ausbildung beendet und konnte von seinen Arbeiten auch eine Familie ernähren. Er heiratete noch im gleichen Jahr die Tochter des Kitzinger Schulrektors Johann Franziskus Spieser, Anna Rosina. Als Trauzeuge fungierte unter anderem der Maler Laurentius Derlet. Zwischen 1741 und 1760 wurden dem Paar mehrere Kinder geboren, von denen jedoch nur wenige das Erwachsenenalter erreichten.
Erstmals in Erscheinung tritt Wirl allerdings erst im Jahr 1746. Damals tauchte er in den Rechnungen des Klosters Schwarzenberg auf, weil er hier am Gnadenaltar in der Maria-Hilf-Kapelle am Chor der Klosterkirche arbeitete. 1750 tauchte er in den Amtsrechnungen zum Kirchenbau in Gaibach auf. Hier knüpfte er wohl auch Verbindungen zum Würzburger Hofbaumeister Balthasar Neumann, in dessen Bauwerken später noch andere Arbeiten Wirls Aufstellung fanden.
Für den Kirchenneubau der St. Laurentiuskirche in Obereuerheim schuf der Künstler im Jahr 1755 Kopien der Risse vom Wiesentheider Hofschreiner Johann Georg Neßtfell. Wirl übernahm in der Folgezeit häufig Aufträge zusammen mit Neßtfell und ergänzte die Intarsienarbeiten des Schreiners mit Schnitzdekorationen. Reiner Wirl arbeitete zeit seines Lebens eher für den landständischen Adel und die Geistlichkeit und weniger für den Fürstbischof und die Prälaten.
Sein Hauptwerk entstand in der katholischen Pfarrkirche St. Bartholomäus und St. Georg in Volkach. Der Pfarrer Georg Philipp Vogel trieb hier die von seinen Vorgängern bereits begonnene Umgestaltung des Kircheninneren voran. Er bestellte Wirl auch zum „Bauinspektor“, der die Oberaufsicht über die Erneuerungen hatte. So schuf Wirl die Altarretabel für die Seitenaltäre im Langhaus, ebenso wurde eine heute in Oberspiesheim befindliche Kanzel von ihm gearbeitet.
Gleichzeitig mit den Volkacher Arbeiten arbeitete Wirl in der zweiten Hälfte der 1750er Jahre für die Gumpertuskirche in Vilchband bei Wittighausen. In seinen späteren Jahren war Reiner Wirl ein gefragter Bildhauer, der mit Ferdinand Tietz verglichen wurde. So sollte er im November 1761 ein Epitaph für den Trierer Erzbischof Franz Georg von Schönborn im Wormser Dom herstellen. Der Auftrag wurde jedoch nie realisiert.
Obwohl Reiner Wirl als Bildhauer sehr angesehen war, gelang es ihm erst 1756 ein halbes Haus in Kitzingen zu erwerben. Zeitlebens blieb Wirl lediglich in der untersten Steuerklasse eingeteilt. Seine Ehefrau war bereits im Jahr 1760 verstorben und die Aufträge für Wirl gingen ebenfalls merklich zurück. Letztmals erwähnt wurde der Bildhauer im Jahr 1763, wahrscheinlich starb er in diesem Jahr in seiner Heimatstadt Kitzingen.

## Werke (Auswahl)
Die Werke des Reiner Wirl sind dem mainfränkischen Rokoko zuzurechnen. Vor allem seine Rocaille-Schnitzereien gehören zu den feinsten Arbeiten der Region im 18. Jahrhundert. Gleichzeitig ist das Figurenrepertoire Wirls eingeschränkt und die Proportionen der Figuren überzeugen statisch nur wenig. Kennzeichnend sind die dramatische Inszenierung und die geschnitzten Puttenköpfe, die sehr häufig bei seinen Arbeiten zu finden sind.

### Gesicherte Werke

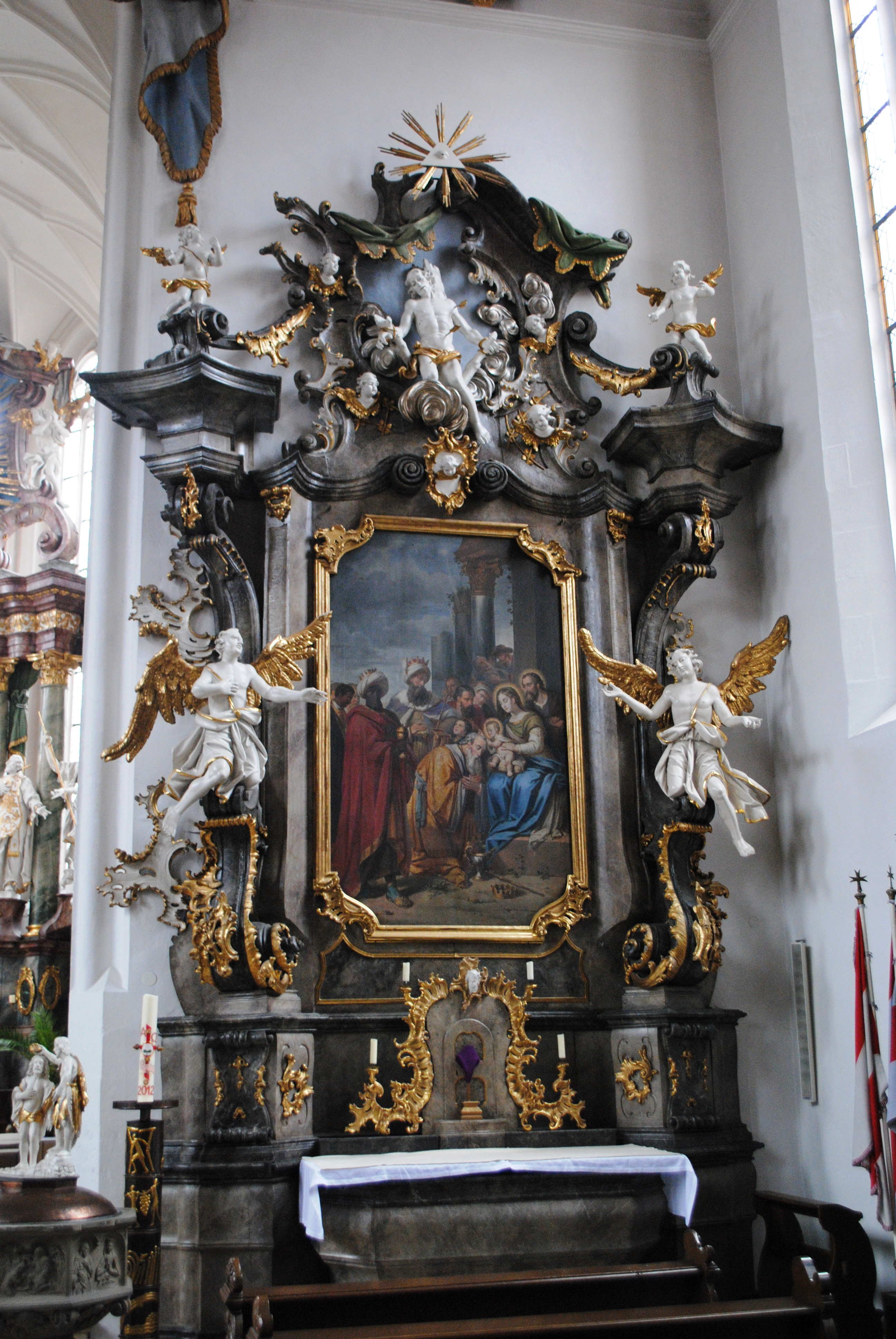
Der Sebastiansaltar in der Pfarrkirche in Volkach

- 1746, Gnadenaltar, Maria-Hilf-Kapelle Kloster Schwarzenberg
- 1750, Wappen an der Orgel, Arbeiten an der Kanzel, Herrschaftsstuhl Dreifaltigkeitskirche Gaibach
- 1752, Kanzel, St. Nikolaus Obervolkach, heute wohl in St. Bartholomäus Oberspiesheim
- wohl 1753, Altar, Figur auferstandener Heiland, Kreuzkapelle Sulzfeld am Main, 1945 im Luitpoldmuseum in Würzburg verbrannt
- 1753, Stuckdecke, St. Bartholomäus und St. Georg Volkach
- 1754, Baldachin, Stuckarbeiten an den Beichtstühlen, St. Bartholomäus und St. Georg Volkach
- 1755, Kopie eines Planes für die Laurentiuskirche in Obereuerheim
- 1755–1757, Cäcilienaltar, St. Bartholomäus und St. Georg Volkach
- 1756, Kanzel, St. Gumpertus Vilchband
- 1758, Aufsatz am Hochaltar, St. Bartholomäus und St. Georg Volkach
- 1758, Altar, St. Nikolaus Obervolkach, abgegangen
- 1759–1762, Kreuzaltar, Sebastiansaltar, St. Bartholomäus und St. Georg Volkach
- 1760, Muttergottesaltar, St. Bartholomäus und St. Georg Volkach
- 1763, Altar, St. Gumpertus Vilchband, später von Johann Steuerwald erneuert
- 1763, Altar, Wappen, St. Michael Etwashausen, abgegangen

### Zugeschriebene Werke
- Dreifaltigkeitsgruppe, Sulzfeld am Main
- Mitte des 18. Jahrhunderts, Grabstätte Familie Herold, Alter Friedhof Kitzingen
- 1754, Muttergottes-Bildstock, Vilchband
- Pietà-Bildstock, Bütthard
- 1756, zwei Epitaphe in der Johanneskirche Kitzingen
- vor 1762 Altar, Allianzwappen im Zobelschloss Giebelstadt
- diverse Arbeiten in der Kapuzinerkirche Kitzingen[5]